# Peter Duesberg
Peter H. Duesberg (ur. 2 grudnia 1936 w Münster) – profesor biologii molekularnej i komórkowej na University of California, Berkeley. Jako pierwszy zmapował onkogeny. Dzisiaj znany głównie z twierdzeń, że wirus HIV nie wywołuje AIDS oraz podważania faktu wywoływania raka szyjki macicy przez wirus HPV. Wcześniej, w latach 1970., za swoje osiągnięcia w badaniach nad nowotworami był często typowany jako kandydat do wyróżnienia nagrodą Nobla.